# Андреассен, Гуннар
Гунна́р Андреа́ссен (норв. Gunnar Andreassen; 5 января 1913, Фредрикстад — 23 июля 2002) — норвежский футболист и футбольный тренер, играл на позиции полузащитника. Участник чемпионата мира 1938 года.

## Биография

### Клубная карьера
Всю футбольную карьеру, насчитывающую 16 сезонов, Андреассен играл за «Фредрикстад». В составе «Фредрикстада» выиграл 3 чемпионских титула и 4 Кубка Норвегии, благодаря чему является одним из титулованных игроков в истории клуба. Его карьера, как и карьера других футболистов, была прервана из-за Второй мировой войной и последующей оккупации Норвегии. После окончания войны вернулся в футбол и играл за «Фредрикстад» до конца карьеры.

### Карьера в сборной
Входил в состав сборной Норвегии на чемпионате мира 1938 года, но являясь запасным игроком, на поле не выходил. Всего за сборную Норвегии сыграл 2 матча.

### Тренерская карьера
С 1953 по 1956 год работал главным тренером «Фредрикстада», в качестве которого в 1954 году выиграл чемпионский титул. Затем он работал главным тренером «Эстсидена». В 1963 году во второй раз в своей тренерской карьере возглавил «Фредрикстад».

### Смерть
Скончался 23 июля 2002 года в возрасте 89 лет.

## Достижения

### Как игрока
«Фредрикстад»
- Чемпион Норвегии (3): 1937/38, 1938/39, 1948/49
- Обладатель Кубка Норвегии (4): 1935, 1936, 1938, 1940

### Как главного тренера
«Фредрикстад»
- Чемпион Норвегии (1): 1953/54